# Estación Laprida (Santiago del Estero)
Laprida es una estación de trenes del departamento Choya, en la provincia de Santiago del Estero, Argentina.
Se encuentra en la localidad de Laprida. Formaba parte de la red ferroviaria argentina, y del Ferrocarril General Belgrano.